# چوبدر پایین
چوبدر پایین، روستایی از توابع بخش مرکزی شهرستان دورود در استان لرستان ایران است.

## جمعیت
این روستا در دهستان ژان قرار دارد و بر اساس سرشماری مرکز آمار ایران در سال ۱۳۸۵، جمعیت آن ۲۹۰ نفر (۴۰ خانوار) بوده‌است. که عموماً لر هستند و از طایفه نیک آبادی و ایل بزرگ ساکی هستند.